# Wrattig tipje
Het wrattig tipje (Janolus hyalinus) is een slakkensoort uit de familie van de Janolidae. De wetenschappelijke naam van de soort werd in 1854 als Antiopa hyalina gepubliceerd door Alder & Hancock.

## Beschrijving
Het wrattig tipje is een zeenaaktslak met een lengte tussen de 20 en 50 mm. Heeft een transparant roomkleurig tot grijs lichaam met hele kleine rode stipjes. De belangrijkste kenmerken van het wrattig tipje zijn de rugpapillen (cerata). Net als bij het blauwtipje (J. cristata) zijn het er heel veel en zijn ze aan weerszijden van de rug en doorlopend rond de kop geplaatst. De papillen zijn op een karakteristieke manier bobbelig (wrattig), en er lijkt vaak stof of slik op te plakken. Tussen de rinoforen zit een wrattige verbinding (een hanekam-achtige structuur, die 'carunkel' wordt genoemd en die uniek is voor de Janolus-soort), mondtentakels en plaatsing van de anus.

## Verspreiding
Van de soort zijn slechts enkele waarnemingen bekend van het zuidelijk deel van de Britse Eilanden, Nederland, Bretagne en de westelijke Middellandse Zee. In Nederland is deze soort in 1990 voor het eerst waargenomen in het Grevelingenmeer. Sinds 2006 wordt de soort in toenemende mate aangetroffen in de Oosterschelde, voornamelijk in het centrale deel, nabij Zierikzee. De dieren leven op harde substraten waar zijn voedsel voorkomt, zoals onder stenen en in oesterbanken. De soort voedt zich met struikvormige mosdiertjes, in de Nederlandse wateren vooral met spiraalmosdiertjes (Bugula plumosa), steenmosdiertjes (Scrupocellaria scruposa) en soms ook wimpermosdiertjes (Bicellariella ciliata).